# Phạm Dương
Trác (tiếng Trung: 涿) hay Phạm Dương (tiếng Trung: 范陽) là một đơn vị hành chính cổ đại cấp quận thuộc thành phố Bắc Kinh, thành phố Thiên Tân và tỉnh Hà Bắc, Trung Quốc ngày nay.

## Tên gọi
Tên gọi Trác được đặt tên dựa trên ấp Trác (涿邑) của nước Yên thời nhà Chu (thuộc địa cấp thị Trác Châu, tỉnh Hà Bắc ngày nay). Cái tên Trác xuất phát từ sông Trác (涿水; Trác Thủy), bắt nguồn từ núi Trác Lộc (涿鹿山; đông nam địa cấp thị Trác Lộc, tỉnh Hà Bắc). Tương truyền, Hoàng Đế giao chiến với Xi Vưu ở Trác Lộc, đuổi chém được Xi Vưu ở Trung Ký (中冀; cũng thuộc Trác Châu).
Tên gọi Phạm Dương xuất hiện từ thời Tần, do vùng đất này nằm ở phía bắc của sông Phạm (范水; Phạm Thủy). Huyện được đặt vào năm 226 TCN thời Tần Thủy Hoàng (thuộc huyện Định Hưng, thành phố Bảo Định, tỉnh Hà Bắc). Năm 208 TCN, Vũ Thần đánh đất Triệu, huyện lệnh Phạm Dương là Từ Công đầu hàng, tôn Vũ Thần làm Triệu vương.

## Lịch sử
Năm 202 TCN, thời Hán Cao Tổ, lập tách một phần các quận Quảng Dương, Cự Lộc và Hằng Sơn để lập quận Trác, quản hạt 21 huyện (7 hầu quốc) bao gồm hai huyện Trác và Phạm Dương. Năm 106 TCN, quận Trác thuộc U Châu, quản hạt 29 huyện (13 hầu quốc). Quận trị là huyện Trác, vốn là ấp Trác thời Chiến Quốc.
Năm 9, Vương Mãng nhà Tân đổi tên quận Trác thành quận Viên Hàn (垣翰郡). Nhà Đông Hán thành lập, đổi về tên cũ.
Năm 226, thời Tam Quốc, lo ngại ảnh hưởng của Lưu Bị (người quận Trác), Ngụy Văn đế Tào Phi đổi tên quận thành Phạm Dương, nhưng trị sở vẫn là huyện Trác. 
Năm 265, nhà Tấn thành lập, lấy quận Phạm Dương làm đất phong của Phạm Dương vương Tư Mã Tuy, con thứ ba của Đông Vũ Thành hầu Tư Mã Quỳ (em trai Tấn công Tư Mã Ý). Nước Phạm Dương quản 7 huyện (hầu quốc): Trác, Lương Hương (良鄉), Phương Thành (方城), Trường Hương (長鄉), Tù (遒), Cố An (故安), Phạm Dương, Dung Thành (容城).
Thời Đông Tấn và Nam Bắc triều, Phạm Dương lần lượt thuộc Hậu Triệu, Tiền Yên, Tiền Tần, Hậu Yên. Năm 399, Phạm Dương thuộc Bắc Ngụy, quản hạt 6 huyện : Trác, Phương Thành, Trường Hương (萇鄉), Tù, Cố An (固安), Phạm Dương, Dung Thành.
Năm 583, Tùy Văn Đế xóa bỏ quận Phạm Dương, các huyện do U Châu trực tiếp quản lý. Năm 607, Tùy Dạng Đế đổi U Châu thành quận Trác, quản hạt 9 huyện: Kế (薊), Lương Hương, An Thứ (安次), Trác, Cố An, Ung Nô (雍奴), Xương Bình (昌平), Hoài Nhung (懷戎), Lộ (潞). Huyện Tù vốn là huyện Phạm Dương đổi tên năm 581.
Năm 618, nhà Đường xóa bỏ quận Trác, đổi lại thành U Châu. Năm 642, huyện Trác đổi tên thành Phạm Dương. Năm 742, Đường Huyền Tông đổi U Châu thành quận Phạm Dương, quản hạt 11 huyện: Kế, Lộ, Vũ Thanh (武清), Phạm Dương, Lương Hương, Xương Bình (昌平), Vĩnh Thanh (永清), An Thứ, Cố An, Quy Nghĩa (歸義), Quảng Ninh (廣寧). U Châu tiết độ sứ cũng đổi thành Phạm Dương tiết độ sứ.
Năm 756, An Lộc Sơn thành lập nước Yên, đổi Phạm Dương thành phủ. Năm 757, tướng Yên là Sử Tư Minh hàng Đường, đổi phủ thành quận như cũ. Năm 758, quận Phạm Dương lại bị xóa bỏ, đổi thành U Châu như trước. Phạm Dương tiết độ sứ cũng đổi tên thành Lư Long tiết độ sứ.